# Каноп
В късната епоха населението на Канопия почитало един Озирис, който имал формата на делва, завършваща с глава; поради някакво объркване сред антикварите, до края на миналия век, затваряните със запушалка във форма на глава съдове, които служели за съхранение на вътрешностите на мумиите, се наричат канопи. Те са четири на брой: един - за черния дроб, втори - за белите дробове, трети - за стомаха и четвърти - за червата. В началото всеки от тях бил покриван с плосък камък. В епохата на Новото царство похлупакът приемал формата на главата на покойника и едва в Късната епоха всеки от канопите бил оформян като дух, осигуряващ правилното функциониране на съответния орган на живото тяло: Амсет - с човешка глава, Хапи - с глава на песоглавец, Дуамутеф - с кучешка глава и Кебезенуф - със соколова глава. Наричали ги синове на Хор и ги поставяли под покровителството на Изида, Нефтида, Нейт и Селкис. Именно те трябва да са изобразени върху всяка една от четирите страни на ковчега с канопите на Тутанкамон.